# Рама I
Буддха Йодфа Чулалоке (Рама I Великий) (*พระพุทธยอดฟ้าจุฬาโลก, 20 березня 1736  —7 вересня 1809) — 1-й король Сіаму в 1782—1809 роках. Повне ім'я Пхрабат Сомдет Пхра Буддха Йодфа Чулалоке.

## Життєпис

### Молоді роки
Походив зі знатної родини. Його батько Тхонгді був за походженням моном, обіймав посаду секретаря монарха в Північному Таїланді (пхра аксарая сундхорнсат) і хранителя королівської печатки. Народився в 1736 році в місті Аюттая, отримавши ім'я Тхондуанг. Замолоду був відданий до палацу володаря як паж короля Утумпона, де він познайомився з майбутнім королем Таксином, що став його другом. У 1757 році Тхондуанг за тайською традицією на деякий час став буддійським ченцем.
У 1760 році він одружився з Нак, а в 1758 році був призначений правителем Ратчабурі. Після цього змінив ім'я на Прайя Ратчабурі. У 1767 році, коли столиця Аюттхая опинилася в облозі бірманських військ і Таксин прорвав облогу і вивів армію з міста, Тхондуанг Прайя Ратчабурі став одним з його шести міністрів, і, разом з Прайя Пхічаї вважався одним з двох найцінніших воєначальників Таксіна.
У 1768 року після того, як Таксин оголосив себе королем Сіаму і переніс столицю зі зруйнованої Аюттхаї до Тхонбурі, Тхондуанга було призначено очільником королівської поліції. В результаті військових успіхів в Лаосі і Камбоджі він просунувся по службі і в 1778 році був призначений Сомдет Чау Прайя Кшатріясеук (на кшталт голови уряду).
У 1782 році змушений був завершити кампанію в Камбоджі, щоб повернутися до Тхонбурі, де спалахнуло повстання Прайя Сан. Король Таксин в цей час вже виявляв риси релігійного офанатизму на межі божевілля, і Тхондуанг очолив державний заколот, в результаті якого Таксина було повалено і страчений разом з частиною почту. Тхондуанг стає новим володарем держави як Рама I.

### Королювання
Церемонія сходження на трон відбулася 6 квітня 1782 року. Переніс столицю королівства з правого берега Чаупхрайі (Тхонбурі) на лівий. Причинами для перенесення були краще стратегічне положення, а також бажання почати правління нової династії (Чакрі) заново. Нова столиця отримала назву Раттанакосін («Місцезнаходження смарагдового Будди»), а саме місто було перейменовано на Бангкок. У перші ж роки свого правління він побудував тут безліч палаців, зокрема Великий палац. Королівська капела (Ват Пхра Кео) з храмом Смарагдового Будди досі вважається одним з найбільших шедеврів архітектури Таїланду.
У 1782 році повалив Ань Еня, правителя Камбоджі, який став союзником В'єтнаму. В Камбоджі було призначено тайського намісника Абхая Бхубет. Втім Камбоджу не було приєднано до Таїланду, Рама I оголосив себе захисником цієї держави, а Ань Еня зробив названим сином.
У 1784 році Рама I на прохання Нгуєн Аня, колишнього володаря В'єтнаму, поваленому повстання Тайшонів, вирішив допомогти тому повернути собі трон. 1785 року об'єднаний флот Таїланду та прихильників династії Нгуєн зазнав нищівної поразки від Тайшонів в битві в дельті Меконгу. Проте король Таїланду продовжував чинити тиск на В'єтнам.
Того ж року увага правителя Таїланду було відволічено вторгненням бірманського війська на північ країни (Війна дев'яти армій). Після того, як бірманці зайняли місто Пхітсанулок, Рама I особисто очолив армію, рушивши на північ. Одночасно були відбито напади бірманців в Канчанабурі (центральна частина королівства) і на Пхукеті (південь держави), де бірманці напали на Тхаланг, але сестра і дружина щойно померлого намісника зуміли організувати опір і відбити напад. У 1786 році бірманці знову спробували вдертися до Таїланду, на цей раз єдиним військом, але знову зазнали поразки в битві при Та Дін Дангу. Того ж року сіамська армія зайняла регіон Паттані на півдні.
У 1788 році Рама I сприяв колишньому в'єтнамському королю Нгуєн Аню завоювати Сайгон і Кохінхіну. У 1794 році, коли Ань Ень досяг повноліття, його було відновлео на троні Камбоджі під ім'ям Нарайраджа III. Частина території Камбоджі близько Сіємреапа було приєднано до Таїланду
У внутрішній політиці Рама I продовжив політику Таксина зі стимуляції китайської імміграції, що сприятливим чином позначилося на економіці королівства. Велика частина китайських іммігрантів була зайнята в торгівлі.
У 1804 році король наказав створити новий звід законів, відомий як Закони трьох печаток. Останній являє собою компіляцію законів, що діяли в Аюттхайський період. Він також ініціював проведення істотних реформ в тайському буддизмі з метою усунення забобонів і перенесення уваги з вшанування місцевих духів і минулих правителів на шанування Будди. Рама I призначив першого Верховного патріарха тайського буддизму, відповідального за дотримання законів.

## Творчість
Король відзначався шаною до літератури. Наказав перекласти тайською мовою багато творів індійської літератури. Король особисто склав «Рамакієн», тайський варіант «Рамаяни».